# Margaret River (Australie-Occidentale)
Pour les articles homonymes, voir Margaret River (homonymie).
Margaret River (4 415 habitants) est une ville située sur la côte méridionale de l'Australie-Occidentale, à 277 km au sud-sud-est de Perth, à 9 km à l'intérieur des terres et à mi distance entre cap Naturaliste et cap Leeuwin.
La région est devenue une zone viticole et touristique avec environ 500 000 visiteurs par an. Au départ, la région était surtout une zone d'exploitation de la forêt et d'agriculture classique.

## Grottes

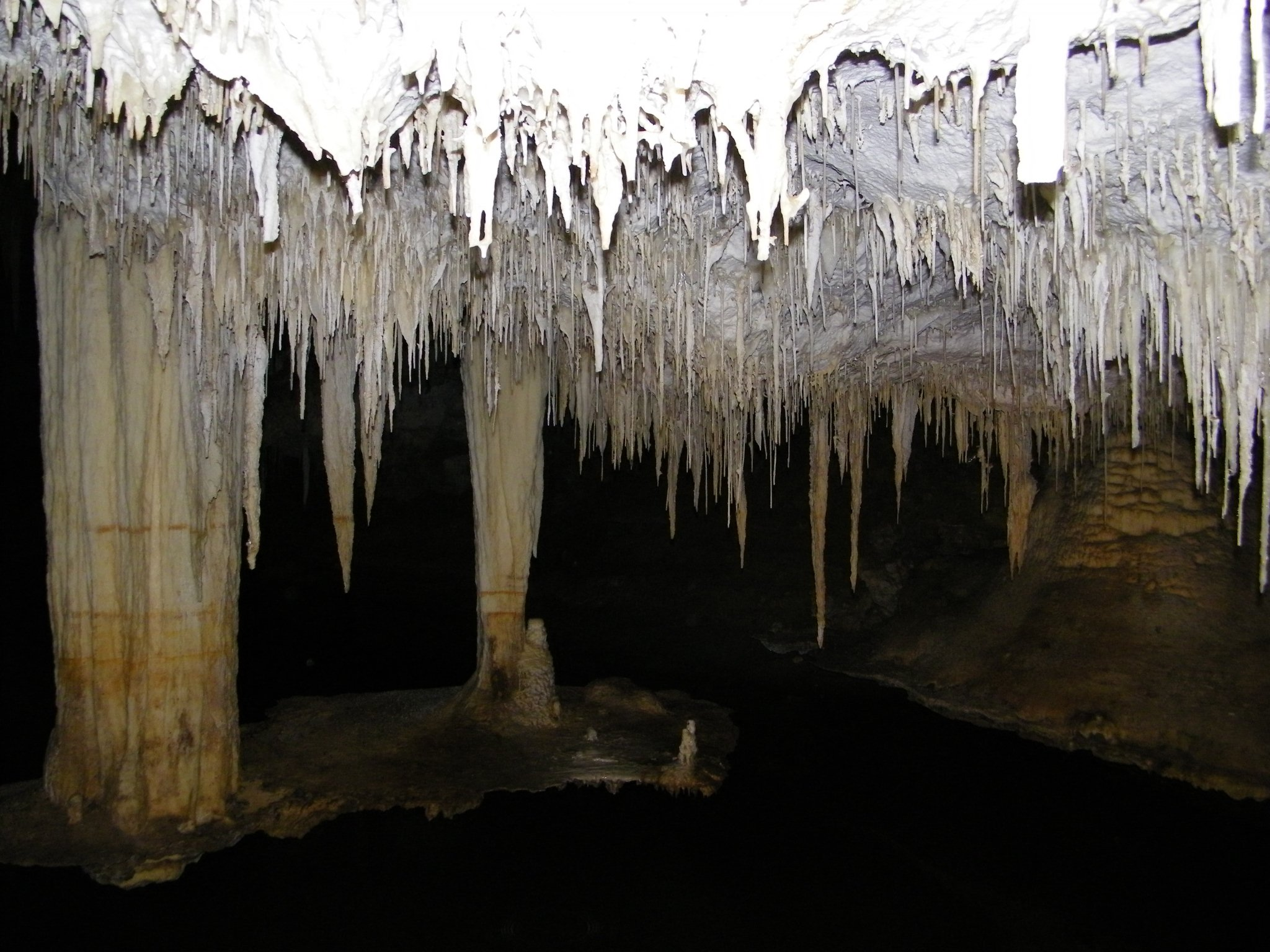
Lake Cave.

Plusieurs centaines de grottes sont situées à proximité de Margaret River, l'ensemble d'entre elles étant situées dans le Parc national Leeuwin-Naturaliste. Six d'entre elles sont ouvertes au public.
La plus célèbre d'entre elles est Mammoth Cave, qui se trouve à 21 kilomètres au sud de la ville et contient des fossiles datant de plus de 35 000 ans. La grotte a été découverte par les colons européens en 1850 et a été ouverte au public depuis 1904. La grotte peut être visitée avec un auto-guide audio et est l'une des rares grottes en Australie offrant un accès partiel aux handicapés.
Les cinq autres grottes ouvertes au public dans la région sont Jewel Cave, Lake Cave, Ngilgi Cave, Calgardup Cave et Giants Cave. Beaucoup d'autres grottes sont accessibles avec un permis aux spéléologues expérimentés.